# Zach Pfeffer
Zachary Pfeffer (n. Dresher, Pensilvania, Estados Unidos, el 6 de enero de 1995) es un futbolista estadounidense. Juega de mediocampista y su equipo actual es el TSG 1899 Hoffenheim de la Bundesliga Alemana, a préstamo del Philadelphia Union de la MLS.

## Trayectoria
Pfeffer es un producto de la Academia IMG. A sus quince años fichó con el Philadephia Union, incorporándose así a sus divisiones inferiores. Hizo su debut con el club en 2011, en un partido ante el Columbus Crew por en la temporada regular de la MLS.
El 4 de diciembre de 2012 se anunció que Pfeffer se uniría al Hoffenheim de la Bundesliga alemana a préstamo desde enero de 2013 hasta el 31 de diciembre de ese año.

## Selección nacional
Pfeffer ha sido internacional con las selecciones sub-17 y sub-18 de los Estados Unidos. El 28 de diciembre de 2014 fue incluido en la lista preliminar de 35 jugadores que representarán a Estados Unidos en al Campeonato Sub-20 de la Concacaf de 2015, el cual servirá de clasificación para la Copa Mundial de Fútbol en esa categoría en junio de ese año.

## Clubes
| Club                                   | País           | Año         |
| -------------------------------------- | -------------- | ----------- |
| Philadelphia Union                     | Estados Unidos | 2011 - Act. |
| 1899 Hoffenheim (a préstamo)           | Alemania       | 2013        |
| Harrisburg City Islanders (a préstamo) | Estados Unidos | 2014        |

## Estadísticas
Actualizado el 4 de diciembre de 2012.
| Club                              | Div           | Temporada     | Liga  | Liga  | Copas nacionales | Copas nacionales | Torneos internacionales | Torneos internacionales | Total | Total |
| Club                              | Div           | Temporada     | Part. | Goles | Part.            | Goles            | Part.                   | Goles                   | Part. | Goles |
| --------------------------------- | ------------- | ------------- | ----- | ----- | ---------------- | ---------------- | ----------------------- | ----------------------- | ----- | ----- |
| Philadelphia Union Estados Unidos | 1ª            | 2011          | 3     | 0     | 0                | 0                | -                       | -                       | 3     | 0     |
| Philadelphia Union Estados Unidos | 1ª            | 2012          | 1     | 0     | 0                | 0                | -                       | -                       | 1     | 0     |
| Philadelphia Union Estados Unidos | Total club    | Total club    | 4     | 0     | 0                | 0                | -                       | -                       | 4     | 0     |
| Total carrera                     | Total carrera | Total carrera | 4     | 0     | 0                | 0                | -                       | -                       | 4     | 0     |